# Mycetophila pucarani
Mycetophila pucarani är en tvåvingeart som beskrevs av Duret 1985. Mycetophila pucarani ingår i släktet Mycetophila och familjen svampmyggor. Inga underarter finns listade i Catalogue of Life.